# Marcel Jones
Marcel Xavier Jones (Los Angeles, 2 settembre 1985) è un cestista statunitense con cittadinanza neozelandese, che gioca nel ruolo di ala grande.

## Carriera
Cresciuto alla Mater Dei High School di Santa Ana (California), disputa successivamente quattro stagioni (2004-2008) con la maglia di Oregon State University. Esordisce da professionista con gli Iowa Energy in D-League, disputando due partite nella stagione 2008-2009. Prosegue la carriera in Nuova Zelanda prima nei Manawatu Jets, poi brevemente in Finlandia nel Kauhajoen Karhu e nell'Espoon Honka, e successivamente in British Basketball League negli Everton Tigers (con cui vince il titolo).
Fa ritorno nel campionato neozelandese nel 2010, vestendo la maglia dei Wellington Saints. Milita poi nell'Al Wahda Damascus, nello Zrinjski Mostar, e ancora nei Manawatu Jets nel 2012 e nel 2013, con una parentesi nel Pitești in Romania.
Nell'agosto del 2013 firma un contratto con la Pallacanestro Cantù, con cui gioca in Serie A e in Eurocup. Il 28 aprile 2014 rescinde il contratto con la società brianzola.

## Palmarès

### Club
- British Basketball League: 1

Everton Tigers: 2010
- National Basketball League: 1

Wellington Saints: 2010
- Supercoppa di Romania: 1

Pitești: 2013

### Individuale
- MVP della Supercoppa di Romania: 1

Pitești: 2013
- All Star Game: 1

Romania: 2013